# Диспепсия
Диспепси́я (от др.-греч. δυσ- — приставка, отрицающая положительный смысл слова и πέψις — пищеварение; простореч. несварение) — нарушение нормальной деятельности желудка, затруднённое и болезненное пищеварение. Синдром диспепсии определяется как ощущение боли или дискомфорта (тяжесть, переполнение, раннее насыщение) в эпигастральной (подложечной) области ближе к срединной линии.

## Симптомы диспепсии
В синдром диспепсии входят следующие симптомы:
- Боли в эпигастральной (подложечной) области;
- Дискомфорт в эпигастральной (подложечной) области;
- Раннее насыщение: ощущение, что желудок переполняется сразу после начала еды, независимо от объёма принятой пищи;
- Переполнение: неприятное ощущение задержки пищи в желудке, оно может быть связано или не связано с приёмом пищи;
- Вздутие в эпигастральной области: чувство распирания в эпигастральной области, которое следует отличать от видимого вздутия живота;
- Тошнота.

## Органическая диспепсия
Симптомы диспепсии могут быть обусловлены такими заболеваниями, как язвенная болезнь желудка, гастроэзофагеальная рефлюксная болезнь, жёлчнокаменная болезнь, хронический панкреатит, рак желудка. В таких случаях принято говорить о синдроме органической диспепсии.
Но, если при тщательном осмотре вышеуказанных заболеваний выявить не удаётся, то правомерно ставить диагноз функциональной диспепсии.

## Функциональная диспепсия
Диагноз функциональной диспепсии может быть поставлен при наличии трёх обязательных условий:
- У больного отмечаются постоянные и повторяющиеся симптомы диспепсии (боли или ощущение дискомфорта в эпигастрии по срединной линии), превышающие по своей продолжительности 12 недель в течение года.
- При обследовании больного, включающем эндоскопическое исследование верхних отделов желудочно-кишечного тракта, не выявляется органических заболеваний, способных объяснить имеющиеся у него симптомы.
- Симптомы не исчезают после дефекации или не связаны с изменениями частоты и характера стула (то есть нет признаков синдрома раздражённого кишечника).

### Причины возникновения
- Гиперсекреция соляной кислоты;
- Алиментарные погрешности (нарушения питания);
- Приём лекарственных препаратов;
- Нервно-психические стрессы;
- Инфицированность слизистой оболочки желудка Helicobacter pylori;
- Нарушения моторики желудка и двенадцатиперстной кишки;
- Приобретённая недостаточность сахаро-изомальтазного комплекса, вследствие чего нарушается переваривание дисахаридов;
- Воздействие инфразвука.

### Варианты функциональной диспепсии
| Варианты функциональной диспепсии | Проявления |
| --------------------------------- | --- |
| Язвенноподобный вариант           | У больных отмечаются боли в подложечной области (часто ночные и голодные), проходящие после приёма пищи и антацидных препаратов.                                        |
| Дискинетический вариант           | У больных преобладают жалобы на раннее насыщение, чувство переполнения в подложечной области после еды, тошноту, ощущение вздутия в эпигастрии и дискомфорта после еды. |
| Неспецифический вариант           | Жалобы больного бывает трудно отнести в ту или иную группу. |

### Функциональная диспепсия и хронический гастрит
В России диагноз «функциональная диспепсия», несмотря на имеющиеся клинические проявления, ставится очень редко, во много раз чаще употребляется диагноз «хронический гастрит». Хронический гастрит, проявляющийся стойким структурным изменением слизистой желудка, чаще всего не имеет клинических проявлений. В западных странах диагноз «хронический гастрит» в последнее время ставится редко, врач обычно ориентируется на симптоматику заболевания и на её основании применяет термин «функциональная диспепсия». В Японии, стране с наибольшей частотой рака желудка, диагнозы «хронический гастрит» и «функциональная диспепсия» комбинируют, указывая тем самым на наличие или отсутствие изменений слизистой оболочки желудка и/или соответствующих клинических симптомов.

## Диагностика
Диагностика функциональной диспепсии предусматривает прежде всего исключение органических заболеваний, протекающих с аналогичными симптомами, и включает в себя методы исследования:
- Эзофагогастродуоденоскопия — позволяет обнаружить рефлюкс-эзофагит, язвенную болезнь желудка, опухоли желудка и другие органические заболевания.
- Ультразвуковое исследование — даёт возможность выявить хронический панкреатит, жёлчекаменную болезнь.
- Клинический анализ крови.
- Биохимический анализ крови.
- Общий анализ кала, анализ кала на скрытую кровь.
- Рентгенологическое исследование.
- Электрогастроэнтерография — позволяет выявить нарушения гастродуоденальной моторики.
- Сцинтиграфия желудка — помогает выявить гастропарез.
- Суточная pH-метрия — позволяет исключить гастроэзофагеальную рефлюксную болезнь.
- Определение инфицированности слизистой оболочки желудка бактерией Helicobacter pylori.
- Эзофагоманометрия — позволяет оценить сократительную активность пищевода, скоординированность его перистальтики с работой нижнего и верхнего пищеводных сфинктеров (НПС и ВПС).
- Антродуоденальная манометрия — позволяет исследовать моторику желудка и двенадцатиперстной кишки.

## Лечение
Лечение больных диспепсией должно быть комплексным и включать в себя не только назначение лекарственных препаратов, но и мероприятий по нормализации образа жизни, режима и характера питания.
Медикаментозная терапия назначается с учётом имеющегося клинического варианта функциональной диспепсии.
| Варианты функциональной диспепсии | Лечение                                                                                   |
| --------------------------------- | ----------------------------------------------------------------------------------------- |
| Дискинетический вариант           | Прокинетики — препараты, нормализующие двигательную активность желудочно-кишечного тракта |
| Язвенноподобный вариант           | Антациды Антисекреторные препараты Эрадикационная терапия Helicobacter pylori             |
| Неспецифический вариант           | Прокинетики Антациды                                                                      |